# Zeche Berneck
Die Zeche Berneck ist ein ehemaliges Steinkohlenbergwerk im Bochumer Stadtteil Wiemelhausen. Während der gesamten Betriebszeit des Bergwerks ereigneten sich keine größeren Grubenunglücke.

## Geschichte

### Die Anfänge
Im Jahr 1835 erfolgte die Mutung der Berechtsame. Die Mutung wurde unter dem Namen Ernst eingelegt. Im Jahr 1837 wurde das Feld umbenannt in Berneck. Am 2. Oktober 1850 wurde das Längenfeld unter dem Berechtsamsnamen Berneck verliehen. Im Jahr 1889 wurde damit begonnen, einen seigeren Schacht zu teufen, der die Maße 4,19 m × 2,36 m hatte. Die erste Sohle wurde bei einer Teufe von 23 Metern angesetzt. Zusätzlich wurde ein Feldesteil der Zeche Dannenbaum angepachtet.

### Der weitere Betrieb
Im Jahr 1890 wurde damit begonnen, einen tonnlägigen Wetterschacht zu teufen. Im selben Jahr erreichte der erste Schacht eine Teufe von 50 Metern, es wurde die 2. Sohle angesetzt, zusätzlich wurde mit der Förderung begonnen. Im darauffolgenden Jahr 1891 erreichte der Wetterschacht eine flache Teufe von 72 Metern. 1893 wurde der Förderschacht tiefer geteuft, bei einer Teufe von 117 Metern wurde die 3. Sohle angesetzt. 1894 wurde der westliche Feldesteil des Feldes Christiansburg angepachtet, den östlichen Feldesteil übernahm die Zeche Julius Philipp. Die Ausrichtung des Feldes Christiansburg wurde 1895 begonnen. Im Laufe der darauffolgenden Jahre wurden weitere Grubenfelder erworben oder gemutet.
1896 wurde der Förderschacht erneut tiefer geteuft und es wurde eine produzierende Privatkokerei erworben. In diesem Jahr erwarben die Bochumer Koks- und Kohlenwerke die Mehrheit der Kuxe der Gewerkschaft. Im darauffolgenden Jahr wurde im Förderschacht die 4. Sohle bei einer Teufe von 226 Metern angesetzt. Es wurde eine Seilbahn zur Aufbereitung an der Eisenbahnstrecke Dahlhausen-Langendreer errichtet. 1898 wurde auf dem Geviertfeld Berneck I eine Mutung eingelegt. Zwischen 1899 und 1901 wurde das durch die Teilung des Feldes Christiansburg entstandene Feld Berneck II erworben. Die Größe der Berechtsame betrug 1,1 km² und bestand aus einem Längenfeld und einem Geviertfeld. Im Jahr 1900 wurden die Zeche Glückswinkelburg und die unverritzten Felder Leonhard und Leonhard II erworben.
Im Jahr 1901 wurde das Feld Berneck II nun endgültig von der Zeche Julius Philipp gekauft. Im selben Jahr wurde die Berechtsame Berneck I verliehen. Auf der 4. Sohle wurde ein Querschlag als Hilfsbau durch die Berechtsame der Zeche Julius Philipp angesetzt. Dieser Querschlag diente zur Verbindung der Felder Glückswinkelburg und Berneck. 1903 erfolgte der Durchschlag mit dem Feld Glückswinkelburg, der Querschlag hatte eine Länge von 1.398 Meter. Jedoch wurde aus dem Feld Glückswinkelburg keine wesentliche Förderung erbracht. Im selben Jahr ging das Bergwerk in den Besitz der Bochumer Koks- und Kohlenwerke über.

### Die letzten Jahre bis zur Stilllegung
Im Jahr 1904 wurde die Zeche von der Gewerkschaft Vereinigte Constantin der Große erworben. Noch im selben Jahr wurden erste Vorbereitungen für die Stilllegung getroffen, der tonnlägige Wetterschacht wurde verfüllt und das Baufeld Julius Philipp wurde abgeworfen. Nachdem die bauwürdigen Vorräte erschöpft waren, wurde am 1. Januar 1905 das Bergwerk wegen starker Wasserzuflüsse stillgelegt. Nachdem die 4. Sohle gegen das Baufeld Julius Philipp abgedämmt worden war, wurde der Förderschacht verfüllt. Die Tagesanlagen wurden komplett abgerissen und das Feld Berneck I wurde an die Zeche Friedlicher Nachbar verkauft. 1910 wurden die unverritzten Felder Leonhard und Leonhard II an die Zeche Mansfeld verkauft. Im Jahr 1920 dann der letzte Verkauf des Feldes Glückswinkelburg an die Zeche Klosterbusch.

## Förderung und Belegschaft
Die ersten Belegschaftszahlen und Förderzahlen sind für das Jahr 1889 benannt. Mit 14 Bergleuten wurden 66 Tonnen Steinkohle gefördert. 1890 wurden mit 78 Bergleuten 8.050 Tonnen Steinkohle gefördert. Im Jahr 1895 stieg die Förderung an auf fast 92.000 Tonnen Steinkohle. Diese Förderung wurde mit 462 Bergleuten erbracht. Im Jahr 1900 stieg die Förderung erneut auf 110.135 Tonnen, auch die Belegschaftszahl stieg auf 537 Bergleute. Im Jahr 1903 wurde mit 606 Bergleuten die maximale Förderung des Bergwerks erbracht, sie lag bei 118.159 Tonnen Steinkohle. Ein Jahr danach sank die Förderung auf 108.780 Tonnen. Diese letzte Förderung des Bergwerks wurde von 485 Bergleuten erbracht.